# Leshan
Leshan (chiń. 乐山; pinyin Lèshān) – miasto o statusie prefektury miejskiej w Chinach, w prowincji Syczuan. 
W 2010 roku liczba mieszkańców miasta wynosiła 156 013. Prefektura miejska w 1999 roku liczyła 3 458 090 mieszkańców. Ośrodek przemysłowy, usługowy, turystyczny i rolniczy; port rzeczny. Siedziba rzymskokatolickiej diecezji.
Na jego obrzeżach znajduje się posąg Wielkiego Buddy, wpisany na listę światowego dziedzictwa UNESCO.

## Podział administracyjny
Prefektura miejska Leshan podzielona jest na:
- 4 dzielnice: Shizhong, Shawan, Wutongqiao, Jinkouhe,
- miasto: Emeishan,
- 4 powiaty: Qianwei, Jingyan, Jiajiang, Muchuan,
- 2 powiaty autonomiczne: Ebian, Mabian.

## Miasta partnerskie
- Ichikawa, Japonia